# (20564) Michaellane
(20564) Michaellane (1999 RT122) – planetoida z pasa głównego asteroid okrążająca Słońce w ciągu 4,34 lat w średniej odległości 2,66 j.a. Odkryta 9 września 1999 roku.